# Feldwebelanwärter
Der Feldwebelanwärter ist ein Soldat der Bundeswehr, der Anwärter auf einen Dienstgrad der Dienstgradgruppe der Unteroffiziere mit Portepee ist.

## Definition
Feldwebelanwärter der Bundeswehr sind Soldaten auf Zeit, die einen in der Anordnung des Bundespräsidenten über die Dienstgradbezeichnungen und die Uniform der Soldaten definierten Dienstgrad der Mannschaften oder Unteroffiziere ohne Portepee führen und gemäß Soldatenlaufbahnverordnung in Verbindung mit der Zentralen Dienstvorschrift (ZDv) 20/7 einer der Laufbahnen der Feldwebel angehören. Entsprechende Marineuniformträger werden gewöhnlich als Bootsmannanwärter bezeichnet. Reservisten in den entsprechenden Dienstgraden und Laufbahnen der Reserve werden als Reservefeldwebel-Anwärter bezeichnet; entsprechende Marineuniformträger häufig als Reservebootsmann-Anwärter.
Je nach Kontext umfasst die Bezeichnung Feldwebelanwärter auch entsprechende Marineuniformträger und Reservisten; entsprechend umfasst die Bezeichnung Bootsmannanwärter häufig auch die Reserve-Bootsmannanwärter.
Es handelt sich um eine laufbahnrechtliche Einstufung der Soldaten. Hinsichtlich Besoldung, Befehlsgewalt im Sinne der Vorgesetztenverordnung, der zulässigen und üblichen Dienststellungen usw. sind Feldwebelanwärter den entsprechenden Mannschaftsdienstgraden und Unteroffizieren ohne Portepee (der entsprechenden Wehrdienstverhältnisse) gleichgestellt.

## Ausbildung und Dienstgradabfolge
Während ihrer Ausbildung durchlaufen die Feldwebelanwärter nacheinander die Mannschafts- und die Unteroffiziersdienstgrade in den für alle Mannschaften und Unteroffiziere ohne Portepee üblichen Fristen und regelmäßig in der in der Soldatenlaufbahnverordnung vorgesehenen Dienstgradreihenfolge niedrigster Dienstgrad-Gefreiter-Obergefreiter-Unteroffizier bzw. Maat-Stabsunteroffizier bzw. Obermaat. Die Beförderung zum Feldwebel oder Bootsmann erfolgt dann in der Regel nach der Feldwebelprüfung und einer Dienstzeit von 36 Monaten. Eine Einstellung (bzw. Nachbeförderung) mit einem höheren Dienstgrad in die Laufbahnen der Feldwebel ist bei Nachweis einschlägiger Qualifikation oder nach Wechsel aus der Laufbahn der Mannschaften oder Fachunteroffiziere möglich; die Frist bis zur Ernennung zum Feldwebel reduziert sich entsprechend.
Feldwebelanwärter müssen vor Ernennung in einer der Dienstgrade der Unteroffiziere mit Portepee eine Feldwebelprüfung ablegen, die sich aus einem allgemeinmilitärischen und einem militärfachlichen Teil zusammensetzt. Die mehrmonatige militärfachliche Ausbildung muss in Form von Lehrgängen durchgeführt werden. Der militärfachliche Teil der Feldwebelprüfung kann durch einen verwertbaren Berufsabschluss ersetzt werden. Eine Fachunteroffizierprüfung ist vor Ernennung in einen der Dienstgrade der Dienstgradgruppe der Unteroffiziere ohne Portepee nicht nötig.
Ausbildung im Heer
Die Ausbildung der Unteroffizier- und Feldwebelanwärter wird seit Januar 2014 in drei Feldwebel-/Unteroffizieranwärterbataillonen durchgeführt:
- Feldwebel-/Unteroffizieranwärterbataillon 1, Sondershausen
- Feldwebel-/Unteroffizieranwärterbataillon 2, Celle und Bückeburg
- Feldwebel-/Unteroffizieranwärterbataillon 3, Altenstadt und Füssen

Im Vordergrund steht dort das Erlernen grundlegender militärischer Fertigkeiten und die truppengattungsunabhängige Ausbildung zum Vorgesetzten, Gruppenführer und Ausbilder. Daneben findet meist in der künftigen Stammeinheit der Feldwebelanwärter, teils auch in weiteren Lehrgängen in Ausbildungseinheiten oder Truppenschulen, die truppengattungsspezifische Fachausbildung statt, wie sie auch andere Mannschaften erhalten, um einen Dienstposten der Truppengattung (vgl. Dienststellungen für Mannschaften) ausfüllen zu können. An den Truppenschulen werden Feldwebelanwärtern weitere truppengattungsspezifische Kenntnisse vermittelt. Die allgemeinmilitärischen Unterweisungen für angehende Feldwebel erfolgen an der Unteroffizierschule des Heeres. Dort absolvieren die angehenden Feldwebel den Feldwebellehrgang AMT(Allgemein Militärischer Teil) und den Sprachlehrgang Englisch in insgesamt 6 Monaten. Für die späteren Feldwebel der Infanterie folgt der Feldwebellehrgang MFT (Militärischer Fach Teil) A und B in der II. Inspektion Hörsaal 7–11 an der Infanterieschule Hammelburg. Der Teil A nennt sich Feldwebellehrgang MFT Truppendienst Infanterie Teil A. Teil B nennt sich Feldwebellehrgang MFT Truppendienst Infanterie Teil B.

## Dienstgradbezeichnungen und Zusätze
Feldwebelanwärter tragen die gewöhnlichen Mannschafts- und Unteroffiziersdienstgrade. Im Schriftverkehr führen sie hinter ihrer Dienstgradbezeichnung die Zusätze „(Feldwebelanwärterin)“, „(Feldwebelanwärter)“ oder kurz „(FA)“ bzw. „(Reservefeldwebel-Anwärterin)“, „(Reservefeldwebel-Anwärter)“ oder kurz „(RFA)“. Entsprechend sind für Marineuniformträger folgende Zusätze üblich: „(Bootsmannanwärterin)“, „(Bootsmannanwärter)“ oder kurz „(BA)“ bzw. „(Reservebootsmann-Anwärterin)“, „(Reservebootsmann-Anwärter)“ oder kurz „(RBA)“.
Abweichend von den Bestimmungen der Soldatenlaufbahnverordnung werden bei den Kurzbezeichnungen in der Praxis die Klammern häufig weggelassen.

## Dienstgradabzeichen
Feldwebelanwärter tragen im Grunde dieselben Dienstgradabzeichen wie alle anderen Mannschaften und Unteroffiziere ohne Portepee. Feldwebelanwärter in Heeres- und Luftwaffenuniform kennzeichnet eine auf alle Schulterklappen aufgezogene altgoldfarbene Kordel aus Metallgespinst in Form einer Überziehschlaufe. Zwei waagerechte, parallele Balken auf allen Schulterklappen, Aufschiebeschlaufen und bei allen Ärmelabzeichen in derselben Farbe und Ausführung wie die Dienstgradabzeichen kennzeichnet die Laufbahnzugehörigkeit entsprechender Marineuniformträger. Soldaten im niedrigsten Dienstgrad tragen entsprechende Querbalken und Kordeln gegebenenfalls auf sonst leeren Schulterklappen, Aufschiebeschlaufen oder Ärmeln.
Die hellaltgoldene Kordel auf den Schulterklappen findet sich beim Dienstanzug in der Variante für Heeres- und Luftwaffenuniformträger als Kragenpaspelierung wieder; beim Gesellschaftsanzug entsprechender Gruppen als Schulterklappenpaspelierung. Es erinnert an das Portepee, das der Dienstgradgruppe seinen Namen gibt.

## Geschichte
Die Aufteilung der Laufbahngruppe der Unteroffiziere in die Laufbahnen der Fachunteroffiziere und der Laufbahnen der Feldwebel mit jeweils eigenen Anwärtern wurde mit der Neufassung der Soldatenlaufbahnverordnung 2002 geschaffen. Zuvor gab es nur Unteroffizieranwärter.